# Копания, Лидия
Лидия Копания (пол. Lidią Kopania-Przebindowska; род. 12 мая 1978, Колюшки, Лодзинское воеводство) — польская певица, фронтвумен немецко-польской группы «Kind of Blue», представительница Польши на конкурсе песни Евровидение 2009, проходившем в Москве. Вокальный диапазон Лидии составляет четыре октавы.
На отборочном туре на Евровидение певица была избрана большинством голосов национального жюри и телезрителей. Певица исполнила во втором полуфинале конкурса песню «I Don't Wanna Leave» (рус. Я не хочу уходить), и финишировала на нём только тринадцатой, тем самым не дойдя до финала.

## Дискография

### Альбомы
- Intuicja (2006)
- Przed świtem (2008)
- Pod Słowami (2015)

### Синглы
- Niezwykły dar (1998)
- Sleep (2006)
- Hold on (2006)
- Twe milczenie nie jest złotem (2007)
- Tamta Łza (2008)
- Rozmawiać z tobą chce (2008)
- I Don't Wanna Leave (2009)

### Клипография
- Sleep (2006)
- Rozmawiać z tobą chcę (2008)
- I Don't Wanna Leave (2009)